# Little Cumbrae Island
Little Cumbrae Island är en ö i Storbritannien.   Den ligger i riksdelen Skottland, i den nordvästra delen av landet, 600 km nordväst om huvudstaden London. Arean är 3,1 kvadratkilometer. 